# Winston Attong
Winston Attong (nascido em 19 de maio de 1947) é um ex-ciclista trinitário-tobagense. Competiu pela Trinidad e Tobago na prova de velocidade nos Jogos Olímpicos de Verão de 1972.